# عملیات مینسمیت
عملیات مینسمیت (Mincemeat) یک عملیات فریب بود که درجنگ جهانی دوم بود توسط انگلیس و به منظور تسهیل کردن حملهٔ متفقین به سیسیل با موفقیت انجام شد.
دو مأمور سرویس اطلاعاتی انگلیس لباس‌های نیروی دریایی انگلیس را بر جسدِ یک بی خانمان به نام گلیوندور مایکل (که چند روز پیش در اثر خوردن مرگ موش خودکشی کرده بود) پوشاندند تا او را به عنوان یک افسر نیروی دریایی انگلیس جا بزنند. سپس آن‌ها جسد مایکل را با استفاده از یک زیر دریایی در نزدیکی سواحل جنوبی اسپانیا رها کردند. کمی بعد یک ماهیگیر جسد و کیف دستی همراه وی را در نزدیکی ساحل پیدا کرد.
کیف دستی حاوی اسناد و مدارک نظامی و تعدادی وسائل شخصی بود که هویتِ (جعلی) نظامی جسد را (با عنوان کاپیتان ویلیام مارتین) باور پذیرتر می‌کرد. یکی از مدارکی که در کیفِ همراه جسد قرار داشت، مکاتبات بین دو ژنرال بریتانیایی بود که نشان دهندهٔ برنامه‌ریزی متفقین برای حمله به یونان و ساردینیا، به جای سیسیل بود.
در آن زمان دولت اسپانیا در طول جنگ جهانی دوم بی‌طرف بود اما در عمل با آلمان نازی همکاری می‌کرد لذا قبل از اینکه مدارک و جسد را به دولت بریتانیا تحویل دهد، یک نسخهٔ کپی از مدارک را در اختیار سرویس اطلاعاتی آلمان نازی (Abwehr) قرار داد. بررسی‌های بعدی و رمزگشایی پیام‌های آلمان نازی نشان داد که آلمان نازی در این عملیات فریب خورد. آن‌ها نیروهای خود را از سیسیل تخلیه کردند تا پایگاه‌های خود را در یونان و ساردینا تقویت کنند. همین امر سبب شد تا سیسیل سریع تر از آنچه پیشبینی می‌شد آزاد شود و متفقین تلفات کمتری در این منطقه بدهند.
داف کوپر (Duff Cooper) در سال ۱۹۵۰ از این عملیات در کتاب عملیات قلب شکسته (Operation Heartbreak) یاد کرد. سه سال بعد "اون مونتاگ" (Ewen Montagu)که در این عملیات مشارکت داشت شرح این عملیات را بیان کرد و بر اساس این ماجرا در سال ۱۹۵۶ فیلمی با عنوان "مردی که هرگز وجود نداشت" The Man Who Never Was ساخته شد.

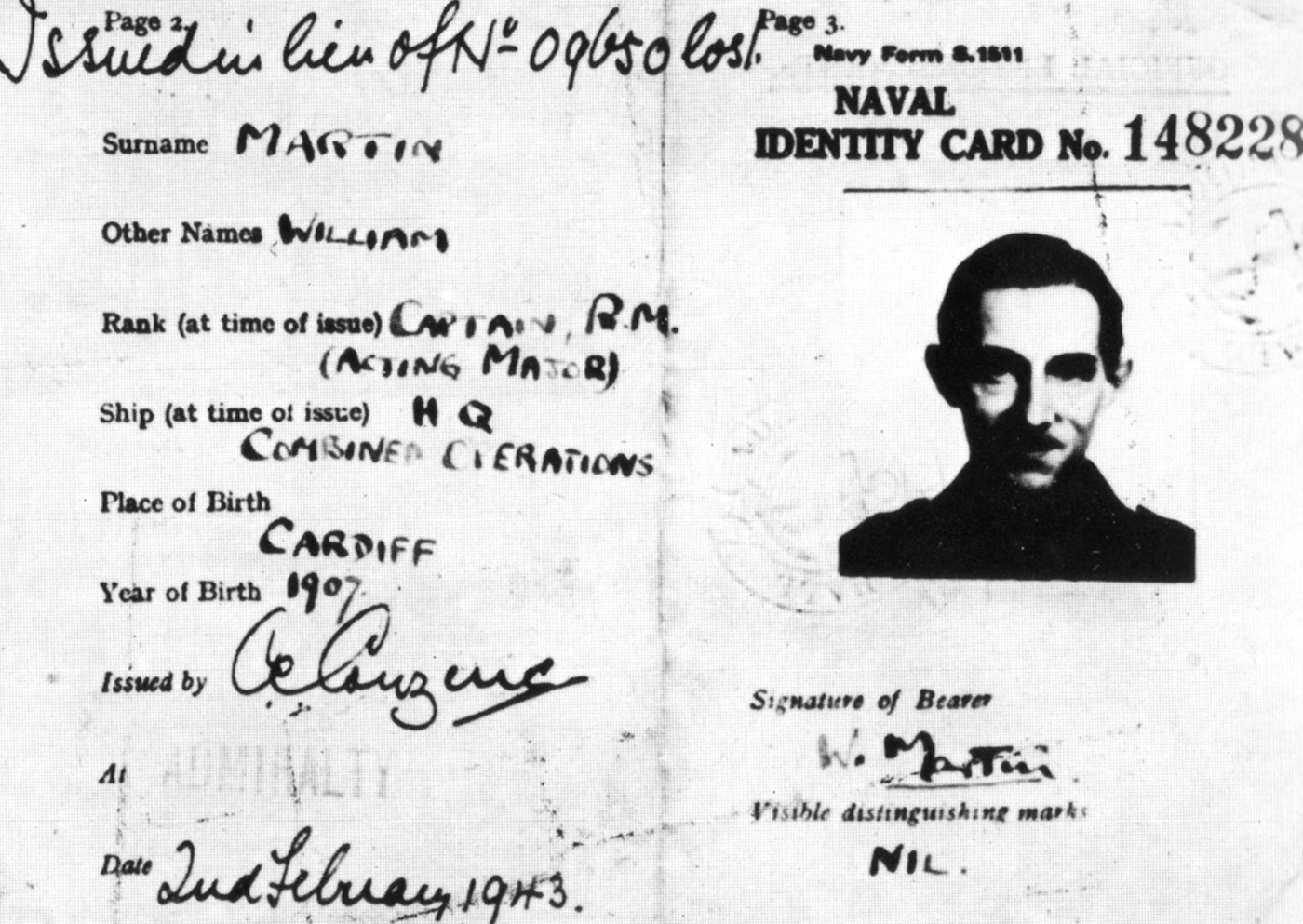
هویتِ جعلی همراه جسد